# Lidzbark Warmiński (gromada)
Lidzbark Warmiński (do 31 XII 1957 Wielochowo) – dawna gromada, czyli najmniejsza jednostka podziału terytorialnego Polskiej Rzeczypospolitej Ludowej w latach 1954–1972.
Gromady, z gromadzkimi radami narodowymi (GRN) jako organami władzy najniższego stopnia na wsi, funkcjonowały od reformy reorganizującej administrację wiejską przeprowadzonej jesienią 1954 do momentu ich zniesienia z dniem 1 stycznia 1973, tym samym wypierając organizację gminną w latach 1954–1972.
Gromadę Lidzbark Warmiński z siedzibą GRN w mieście Lidzbarku Warmińskim (nie wchodzącym w jej skład) utworzono 1 stycznia 1958 w powiecie lidzbarskim w woj. olsztyńskim w związku z przeniesieniem siedziby GRN gromady Wielochowo z Wielochowa do Lidzbarka Warmińskiego i zmianą nazwy jednostki na gromada Lidzbark Warmiński; równocześnie do nowo utworzonej gromady Lidzbark Warmiński przyłączono: PGR Pilnik z gromady Kraszewo, wieś Lauda z gromady Runowo, wieś i PGR Markajny z gromady Rogóż oraz wieś Sarnowo ze zniesionej gromady Kierwiny w tymże powiecie.
1 stycznia 1960 do gromady Lidzbark Warmiński włączono wieś Medyny, osady Łąbno i Dębiec oraz PGR Medyny z gromady Kłębowo, a także wsie Bobrownik i Długołęka, osiedle Bobrowniczek oraz PGR Dobrujewo ze zniesionej gromady Łaniewo w tymże powiecie.
31 grudnia 1967 z gromady Lidzbark Warmiński wyłączono część obszaru wsi Żytowo (4 ha), włączając ją do gromady Rogóż, oraz część obszaru PGL nadleśnictwo Bartoszyce (168 ha), włączając ją do gromady Kiwity – w tymże powiecie.
Gromada przetrwała do końca 1972 roku, czyli do kolejnej reformy gminnej. 1 stycznia 1973 w powiecie lidzbarskim reaktywowano zniesioną w 1954 roku gminę Lidzbark Warmiński.